# Persone di cognome Fraser
| Questa pagina contiene informazioni ricavate automaticamente dalle voci biografiche con l'ausilio del template Bio e di un bot. L'aggiornamento è periodico e automatico e ricostruisce completamente la pagina. Se manca una persona in questa lista, sei pregato di non aggiungerla, ma accertati piuttosto che la sua voce biografica contenga il template Bio e che i dati anagrafici siano correttamente compilati. Se il template Bio manca, inseriscilo tu stesso o, in alternativa, metti l'avviso {{tmp\|Bio}} che ne segnala la mancanza. Se i dati riportati sono sbagliati, correggi direttamente la voce biografica; le modifiche saranno visibili in questa lista entro pochi giorni. Per chiarimenti vedi il progetto antroponimi. La lista contiene solo le 65 persone che sono citate nell'enciclopedia e per le quali è stato implementato correttamente il template Bio. Pagina aggiornata al 23 giu 2025. |

Questa è una lista di persone presenti nell'enciclopedia che hanno il cognome Fraser, suddivise per attività principale.

## Allenatori di calcio(2)
- Henk Fraser, allenatore di calcio e ex calciatore olandese (Paramaribo, n. 1966)
- Robin Fraser, allenatore di calcio e ex calciatore statunitense (Kingston, n. 1966)

## Ammiragli(1)
- Bruce Fraser, I barone Fraser di Capo Nord, ammiraglio britannico (Acton, n. 1888 - Londra, † 1981)

## Artiste(1)
- Andrea Fraser, artista e critica d'arte statunitense (Billings, n. 1965)

## Assassini seriali(1)
- Leonard Fraser, serial killer australiano (Ingham, n. 1951 - Brisbane, † 2007)

## Attori(5)
- Brendan Fraser, attore canadese (Indianapolis, n. 1968)
- Duncan Fraser, attore britannico (Manchester)
- Hugh Fraser, attore, regista teatrale e scrittore britannico (Londra, n. 1945)
- Ronald Fraser, attore britannico (Lancashire, n. 1930 - Londra, † 1997)
- Snub Pollard, attore australiano (Melbourne, n. 1889 - Burbank, † 1962)

## Attori teatrali(1)
- Hadley Fraser, attore teatrale e cantante britannico (Windsor, n. 1980)

## Attrici(5)
- Alison Fraser, attrice e cantante statunitense (Natick, n. 1955)
- Elisabeth Fraser, attrice statunitense (New York, n. 1920 - Los Angeles, † 2005)
- Laura Fraser, attrice britannica (Glasgow, n. 1975)
- Liz Fraser, attrice britannica (Southwark, n. 1930 - Chelsea, † 2018)
- Sally Fraser, attrice statunitense (Williston, n. 1932 - Harrison, † 2019)

## Bassisti(1)
- Andy Fraser, bassista inglese (Londra, n. 1952 - Temecula, † 2015)

## Calciatori(8)
- Billy Fraser, ex calciatore e allenatore di calcio scozzese (Edimburgo, n. 1945)
- John Fraser, calciatore canadese (Hamilton, n. 1881 - † 1959)
- Liam Fraser, calciatore canadese (Toronto, n. 1998)
- Marcus Fraser, calciatore scozzese (Glasgow, n. 1994)
- Michael Fraser, ex calciatore scozzese (Drumnadrochit, n. 1983)
- Nathan Fraser, calciatore irlandese (Wolverhampton, n. 2005)
- Ryan Fraser, calciatore scozzese (Aberdeen, n. 1994)
- Scott Fraser, calciatore scozzese (Dundee, n. 1995)

## Cantanti(1)
- Elizabeth Fraser, cantante britannica (Grangemouth, n. 1963)

## Cestisti(2)
- Alasdair Fraser, cestista scozzese (Falkirk, n. 1992)
- Michael Fraser, ex cestista canadese (Ottawa, n. 1984)

## Direttori della fotografia(1)
- Greig Fraser, direttore della fotografia australiano (Melbourne, n. 1975)

## Dirigenti d'azienda(1)
- Jane Fraser, dirigente d'azienda statunitense (Saint Andrews, n. 1967)

## Dirigenti sportivi(1)
- Gordon Fraser, dirigente sportivo e ex ciclista su strada canadese (Ottawa, n. 1968)

## Drammaturghi(1)
- Brad Fraser, drammaturgo e sceneggiatore canadese (Edmonton, n. 1959)

## Esploratori(1)
- Simon Fraser, esploratore britannico (Mapletown, n. 1776 - St. Andrews West, † 1862)

## Filosofe(1)
- Nancy Fraser, filosofa statunitense (Baltimora, n. 1947)

## Generali(2)
- Alexander Fraser, XVII Lord Saltoun, generale britannico (Londra, n. 1785 - Rothes, † 1853)
- David Fraser, generale, storico e saggista inglese (Camberley, n. 1920 - East Hampshire, † 2012)

## Ginnasti(1)
- Joe Fraser, ginnasta britannico (Birmingham, n. 1998)

## Golfisti(2)
- Harold Fraser, golfista statunitense (Woodstock, n. 1872 - Ottawa Hills, † 1945)
- Marcus Fraser, golfista australiano (Corowa, n. 1978)

## Hockeisti su ghiaccio(1)
- Curtis Fraser, ex hockeista su ghiaccio canadese (Surrey, n. 1982)

## Lottatori(1)
- Steve Fraser, ex lottatore statunitense (n. 1958)

## Microbiologhe(1)
- Claire M. Fraser, microbiologa statunitense (Boston, n. 1955)

## Nobildonne(1)
- Carey Fraser, nobildonna inglese (n. 1658 - † 1709)

## Nobili(4)
- Alexander Fraser, nobile e cavaliere medievale scozzese (Perth, † 1332)
- Flora Fraser, XXI Lady Saltoun, nobile scozzese (Edimburgo, n. 1930 - Ballater, † 2024)
- Simon Fraser, XI Lord Lovat, nobile e militare scozzese (Londra, † 1747)
- Simon Fraser, XV Lord Lovat, nobile e militare britannico (Beauly, n. 1911 - Beauly, † 1995)

## Nuotatrici(1)
- Dawn Fraser, ex nuotatrice e politica australiana (Sydney, n. 1937)

## Pallanuotiste(1)
- Suzie Fraser, pallanuotista australiana (Brisbane, n. 1983)

## Poeti(1)
- Richard Fraser, poeta e paroliere britannico

## Politici(3)
- Donald M. Fraser, politico statunitense (Minneapolis, n. 1924 - Minneapolis, † 2019)
- Malcolm Fraser, politico australiano (Toorak, n. 1930 - Melbourne, † 2015)
- Peter Fraser, politico neozelandese (Tain, n. 1884 - Wellington, † 1950)

## Produttori discografici(1)
- Mad Professor, produttore discografico inglese (Georgetown, n. 1955)

## Registi(1)
- Harry L. Fraser, regista statunitense (San Francisco, n. 1889 - Pomona, † 1974)

## Rugbisti a 15(1)
- Bernie Fraser, ex rugbista a 15 neozelandese (Lautoka, n. 1953)

## Sciatrici alpine(1)
- Gretchen Fraser, sciatrice alpina e allenatrice di sci alpino statunitense (Tacoma, n. 1919 - Sun Valley, † 1994)

## Sciatrici freestyle(1)
- Amy Fraser, sciatrice freestyle canadese (Halifax, n. 1995)

## Scultori(1)
- James Earle Fraser, scultore e medaglista statunitense (Winona, n. 1876 - Westport, † 1953)

## Tennisti(2)
- John Fraser, ex tennista australiano (Melbourne, n. 1935)
- Neale Fraser, tennista australiano (Melbourne, n. 1933 - Melbourne, † 2024)

## Velociste(1)
- Donna Fraser, ex velocista britannica (n. 1972)

## Vescovi cattolici(1)
- William Fraser, vescovo cattolico scozzese (Francia, † 1297)

## Zoologi(1)
- Louis Fraser, zoologo britannico (n. 1810 - † 1866)

## Senza attività specificata(1)
- Gerard Fraser, allenatore di rugby a 15 e ex rugbista a 15 neozelandese (Rangiora, n. 1978)